# 上唇 (節足動物)

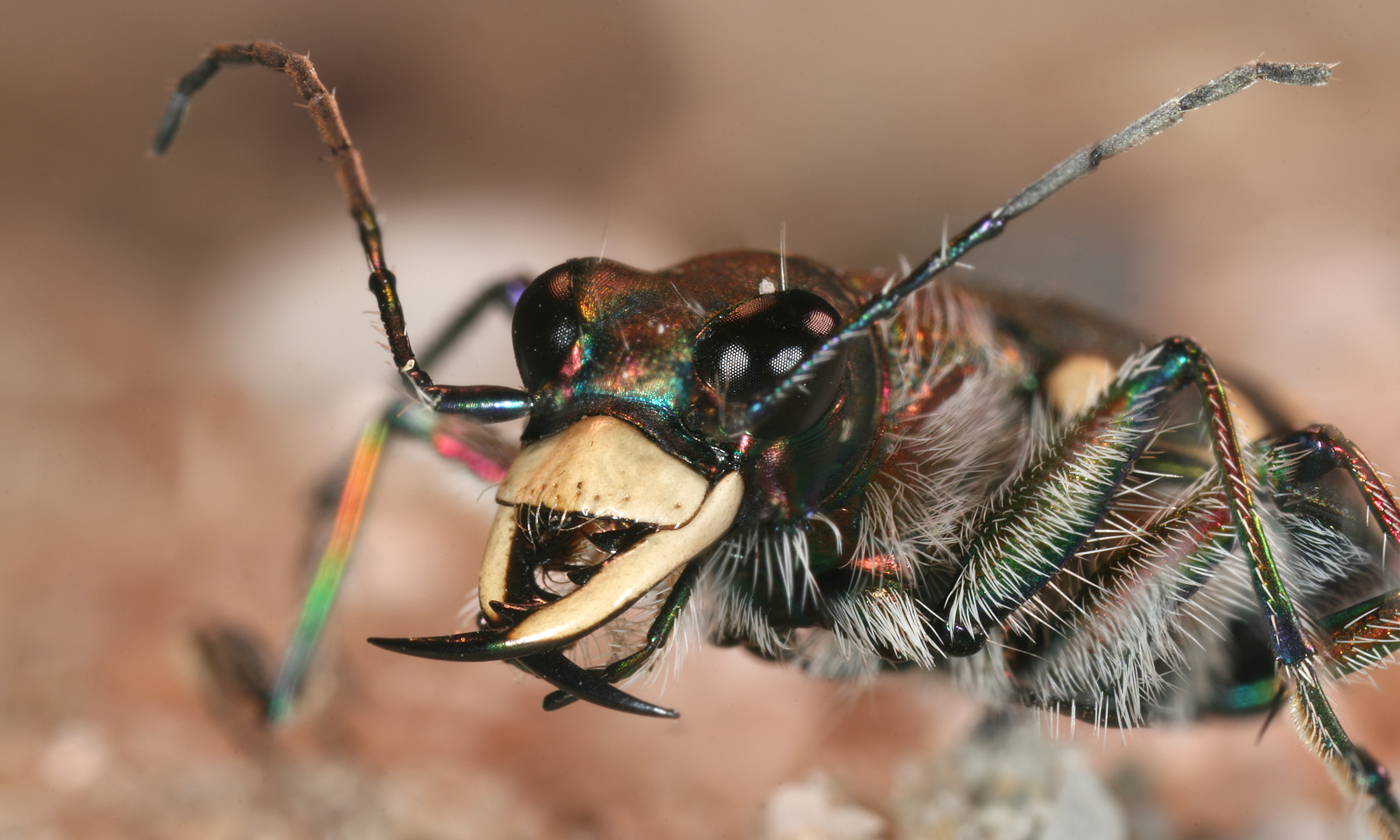
ハンミョウの頭部。大顎の上に畳んだ板状の上唇を示す。

節足動物の上唇（じょうしん、labrum）は、口の前に備わる1枚の構造体である。節足動物の口を覆い、口器を構成する器官の1つである。その由来について議論が多く、一般に融合した先頭1対の付属肢（関節肢）だと考えられる。

## 概要

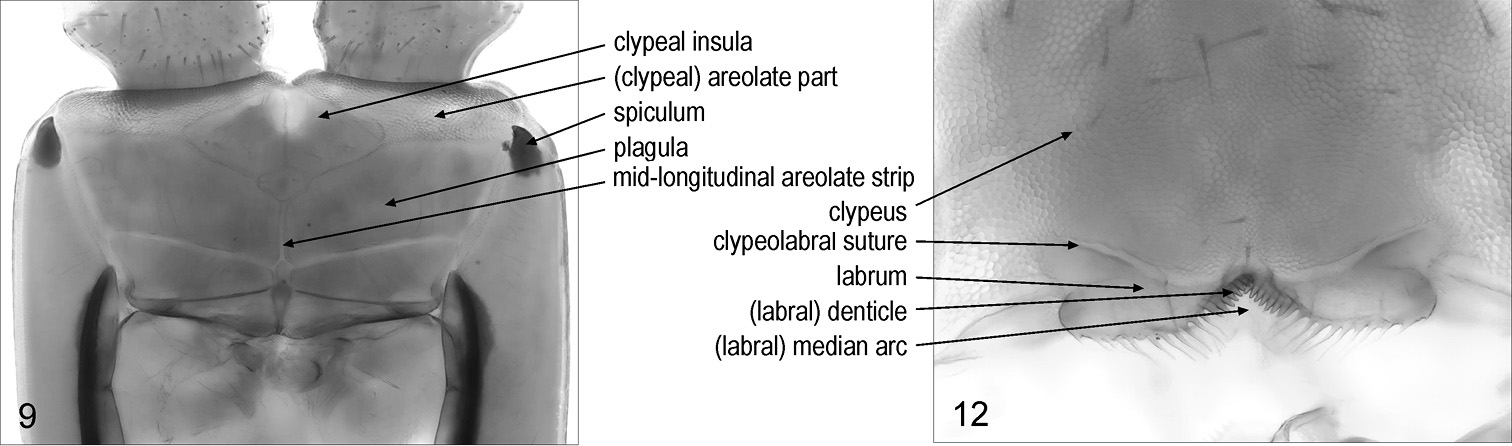
ムカデの頭楯と上唇
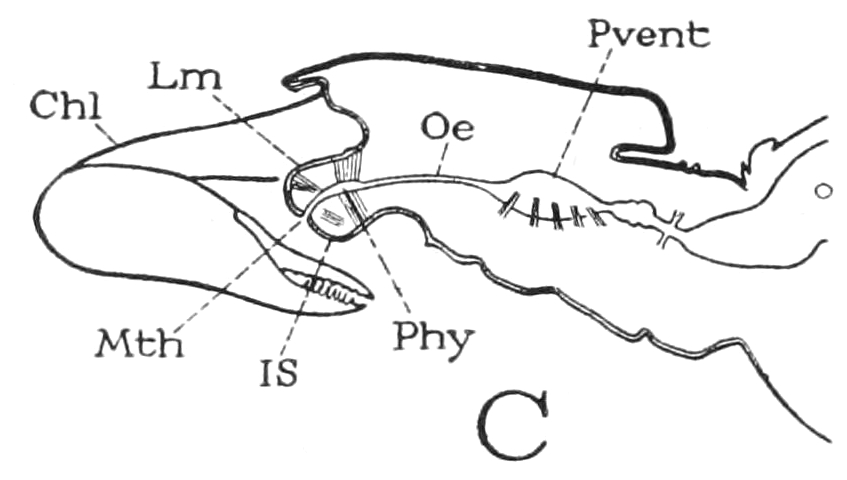
コヨリムシの鋏角（Chl）と上唇（Lm）
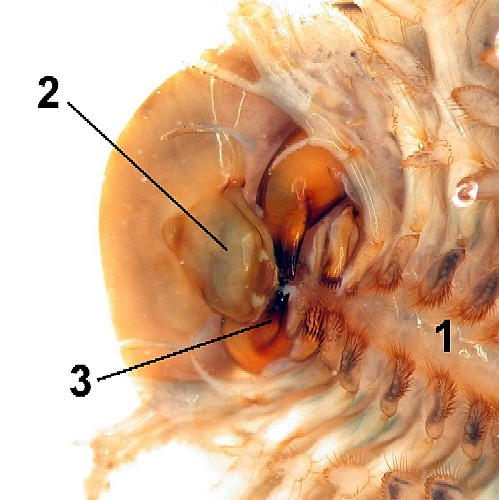
カブトエビの上唇（2）と大顎（3）

昆虫の頭楯（水色）と上唇（青色）

節足動物の口器は、往々にして様々な付属肢（関節肢）と構造体によって構成される。その中で、前方から口を覆い被さる1枚の構造体が上唇（labrum）である。少なくとも成体の外見上では、上唇は対になっておらず、原則として第1体節由来/中大脳性の付属肢（第1触角、鋏角など）より後ろの位置に配置される。
上唇の付け根は1枚の外骨格に繋がり、これは文献や分類群により口上板/口上突起/口蓋（epistome, epistoma）・ハイポストーマ（hypostome）・頭楯/額片（clypeus）などと呼ばれている。これは通常では可動な上唇と関節するが、時には癒合が進み、両者が単一の複合体（epistome-labrum, epistomo-labral plate, hypostome-labrum complex, clypeolabrum）をなしている場合もある。

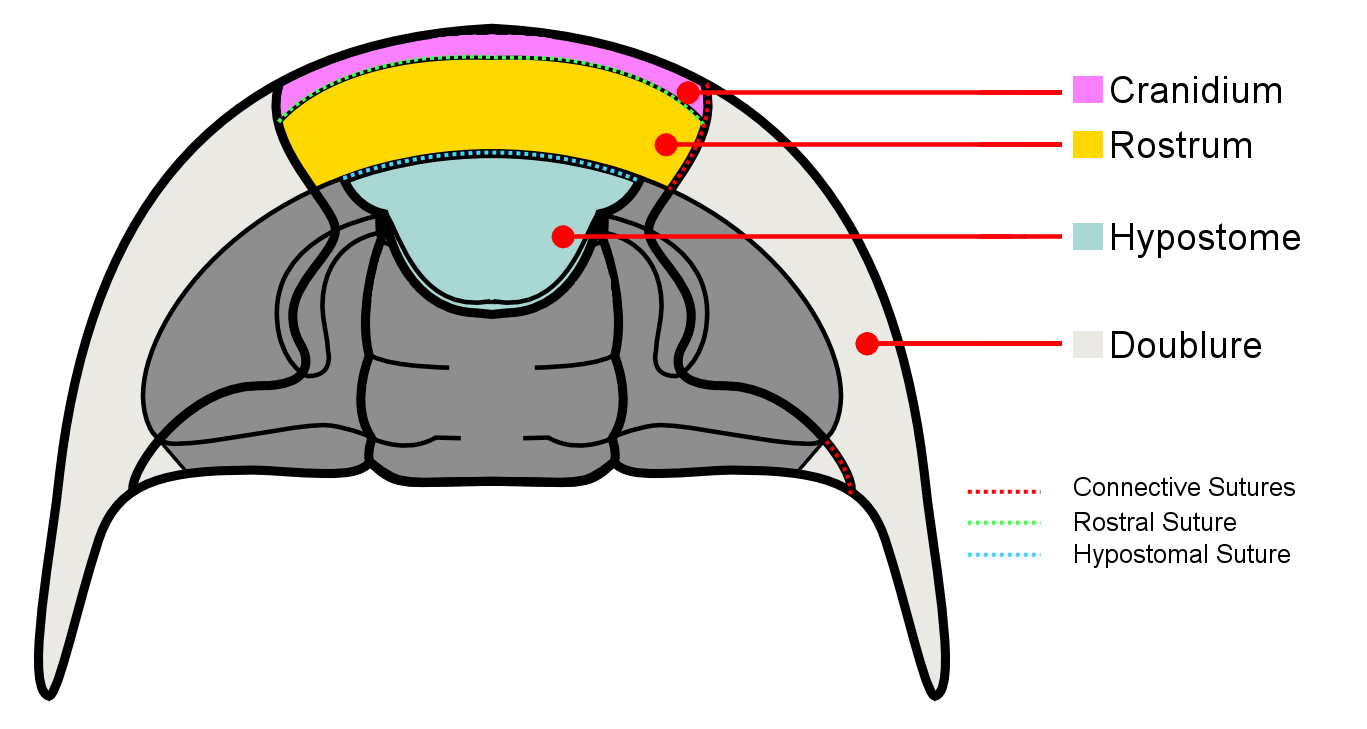
三葉虫のハイポストーマ（水色）

三葉虫やフーシェンフイア類など、一部の絶滅群の頭部腹面には口を覆いかぶさった板状の構造体がある。これは一般にハイポストーマ扱いされるが、少なくとも一部の群においては上唇そのもの、もしくは上唇とハイポストーマの複合体とも考えられる。

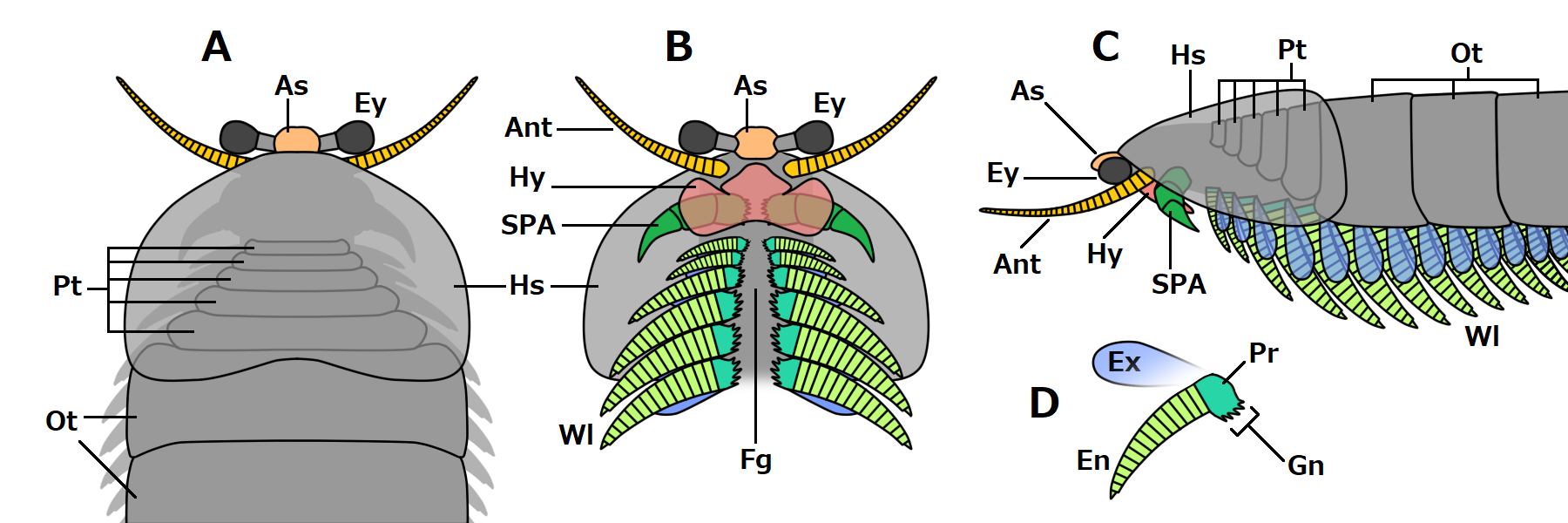
フーシェンフイア類のハイポストーマ（Hy, 赤）

## 由来
節足動物の様々な器官の中でも、上唇の由来は特に議論的である。これは付属肢（関節肢）なのか、どの体節に由来なのか、そもそも節足動物全般の上唇は相同なのかどうかですら議論の的となった。これは形態学（発生学・神経解剖学など）・遺伝学（遺伝子発現など）・古生物学など多くの分野により様々な情報を得られている。
2000年代以前の早期な研究では、成体の形態、後期の胚発生、および限られた遺伝子発現と神経解剖学的情報を基に、上唇の付属肢的性質と節足動物全般における相同性は次の通りに懐疑的であった。
- 上唇は付属肢のように対になっていないことから、付属肢ではなく、単に口の前に出張った突起物と考えられた[11]。
- 上唇は成体の外見上では第1体節に当たる第1触角と鋏角より後ろに配置され、一部の遺伝子発現もそれより後ろの付属肢に似ることから、上唇はその直後の第2体節の付属肢由来と考えられた[12]。
- 上唇の一部の神経は分類群によって異なり、大顎類では後大脳/第2体節、鋏角類では中大脳/第1体節に対応することから、それぞれの上唇はお互いに別起源だと考えられた[10]。

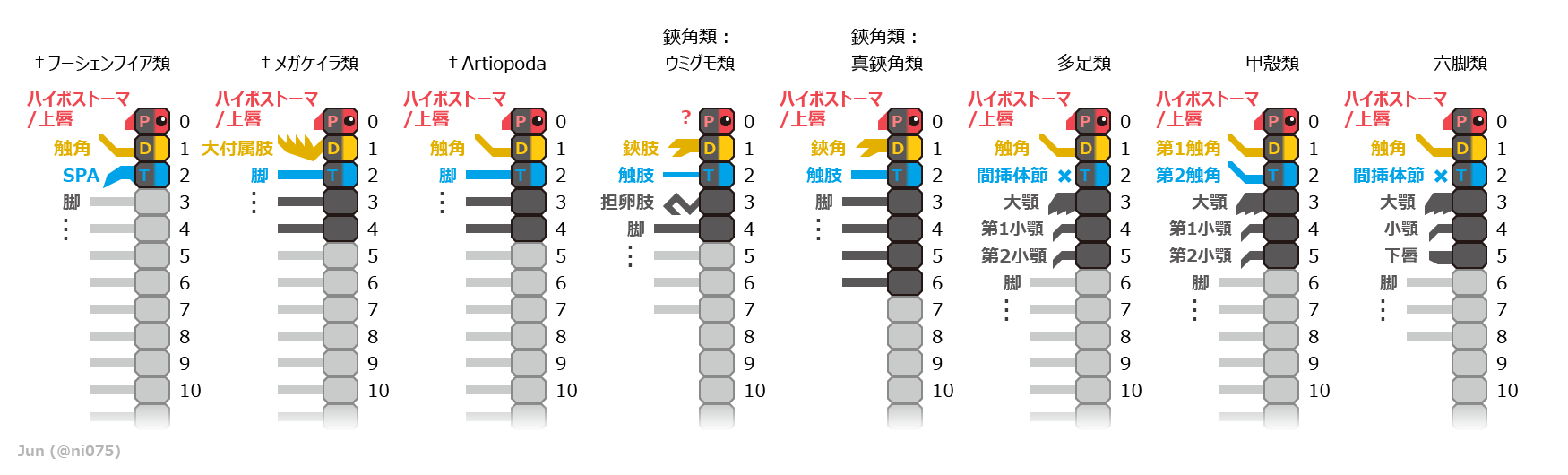
2017時点で広く認められる、様々な節足動物の体節と付属肢（関節肢）の対応関係。上唇/ハイポストーマは前大脳性（P、赤）の先節（0）由来だと示される。

現生節足動物の胚における上唇の移行

しかし、より全面的な発生学と遺伝子発現に基づいた解析結果によると、上述の見解は覆され、上唇はむしろ節足動物全般的に相同で、しかも第1体節より前の先節由来（前大脳性）の付属肢だと強く示唆される。節足動物の胚発生の初期段階では、上唇は第1体節より前の先節にある、口（口陥）の直前から発生する1対の肢芽的な構造であった。上唇が最終的に第1体節の後ろに備わって1枚の構造体に見えるのは、胚発生が進む度に上唇が徐々に左右癒合し、口陥と共に腹側に向けて第2体節まで食い込んでいたからである。加えて、上唇の遺伝子発現は付属肢的だけでなく、節足動物に近縁で、同様に汎節足動物である有爪動物の（先節由来の付属肢である）触角と似たような遺伝子で発生を調節されることも後に判明した。さらに、上唇の一部の神経は前述のように分類群によって異なるものの、大顎類と鋏角類に共通する、先節/前大脳由来の神経も後に発見された。

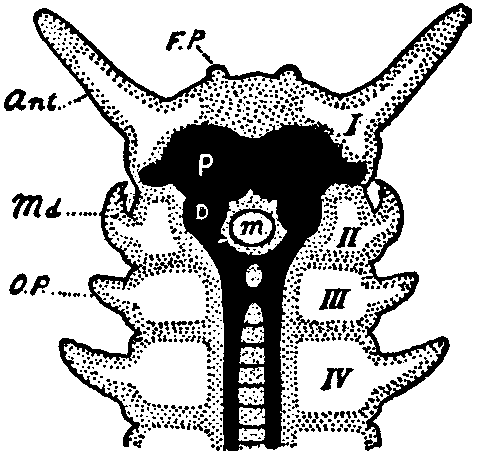
有爪動物の触角（ant）は前大脳（P）に対応している
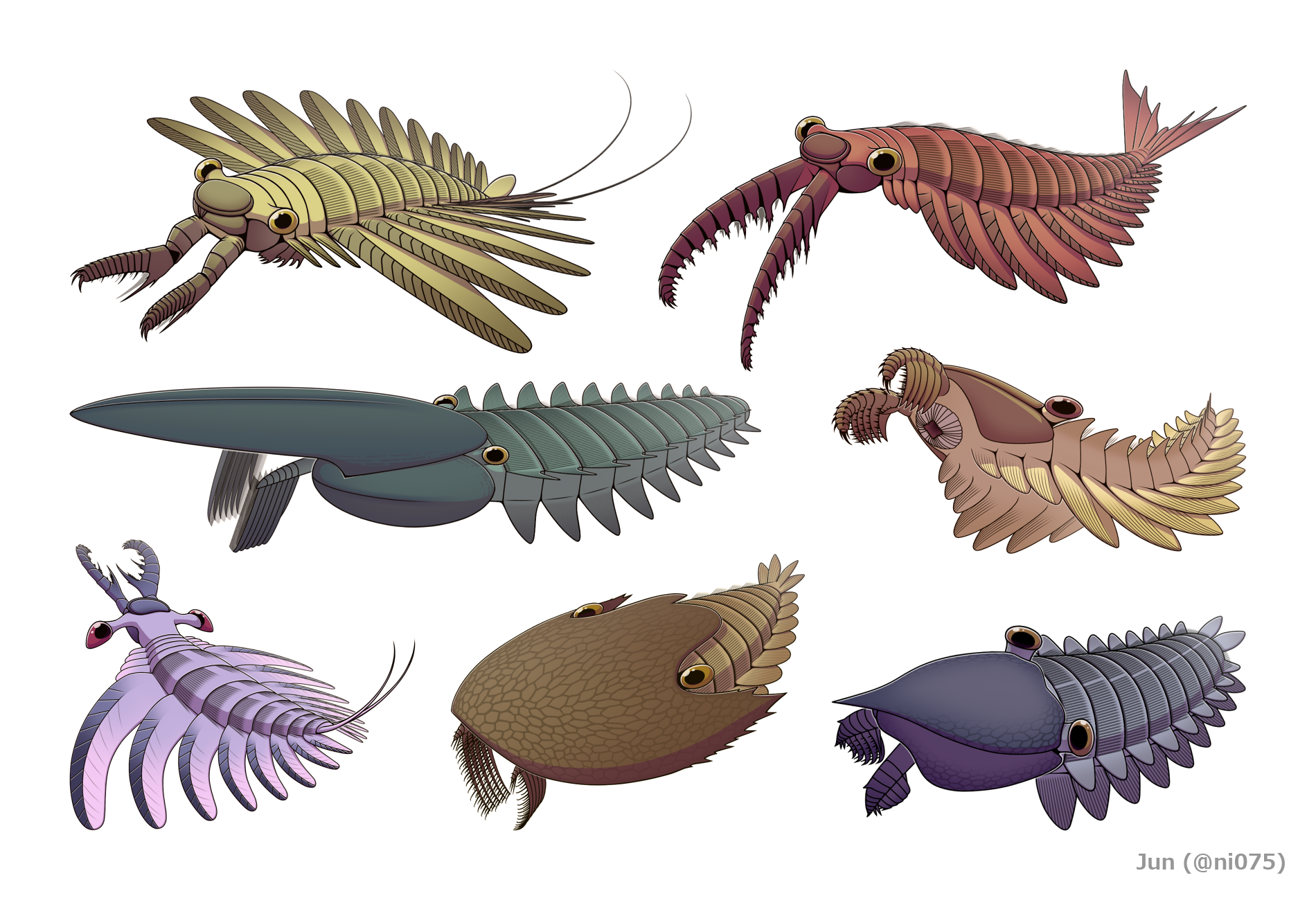
1対の前部付属肢を先頭にもつ基盤的な節足動物ラディオドンタ類

上唇の先節付属肢由来説は、古生物学的見解からも支持を得られている。例えばカンブリア紀に生息した Hymenocarina 類の口の前から付属肢的な対の性質をもつ上唇、メガケイラ類の前大脳の先頭から上唇に繋がる神経が発見される。ラディオドンタ類やケリグマケラなどの基盤的な節足動物は、1対の前部付属肢を先頭にもち、議論的であるが、これは一般に先節由来の前大脳性付属肢と考えられる。もしこの説は正確であれば、上述の遺伝子発現と発生学的見解に統合すると、基部系統の節足動物は元々1対の先節由来の前部付属肢をもち、派生的な節足動物（真節足動物）に至る系統でそれが退化・癒合し、やがて頭部の腹側に食い込んで上唇に変化したと示される。一方、もし前部付属肢は中大脳性で第1体節由来（前大脳性/先節由来でない）であれば、上唇は前部付属肢に由来でなく、真節足動物に至る系統で新たに獲得した派生形質の可能性がある。